# Truncocolumella
Truncocolumella is een geslacht van schimmels behorend tot de familie Suillaceae. De typesoort is Truncocolumella citrina.

## Soorten
Volgens Index Fungorum telt het geslacht twee soorten (peildatum december 2021):
| Soortnaam                    | Auteur(s)                    | Publicatiejaar |
| ---------------------------- | ---------------------------- | -------------- |
| Truncocolumella citrina      | Zeller                       | 1939           |
| Truncocolumella occidentalis | (Malençon) Malençon & Zeller | 1940           |